# Al Capone (filme)
Al Capone é um filme estadunidense de 1959 dos gêneros drama, policial e biográfico, dirigido por Richard Wilson, com roteiro de Malvin Wald e Henry F. Greeberg baseado na vida do célebre gângster Al Capone.

## Sinopse
O filme inicia em 1919, quando Al Capone chega a Chicago para ser capanga de seu amigo de infância Johnny Torrio, o braço-direito do chefão do crime organizado e político corrupto Big Jim Colosimo. Em 1920 começa a "Lei Seca" e as quadrilhas mafiosas prosperam como nunca. Big Jim já está idoso e Capone influencia Torrio a eliminá-lo e tornar-se o novo chefão. Al Capone e outros pistoleiros assassinam Colosino e Torrio assume o comando da organização mafiosa. Ele divide a cidade ao meio, deixando o lado norte para Bugs Moran, Dion O'Bannion e Earl Weiss. E também propõe sociedade a Capone, com medo de que ele o traia. Os bandidos continuam se desentendendo e o truculento Capone, já notório por seus crimes, é obrigado a sair da cidade em favor do candidato dos gângsters, que vai disputar as eleições municipais.

## Elenco principal
- Rod Steiger ...  Al Capone
- Fay Spain ...  Maureen Flannery
- James Gregory ...  Schaefler (também narrador)
- Martin Balsam ...  Mac Keeley, repórter
- Nehemiah Persoff ...  Johnny Torrio
- Murvyn Vye ...  Bugs Moran
- Robert Gist ...  Dion O'Banion
- Lewis Charles ...  Earl Weiss
- Joe De Santis ...  Big Jim Colosimo
- Sandy Kenyon ...  Bones Corelli
- Raymond Bailey ...  Advogado Brancato
- Al Ruscio ...  Tony Genaro
- Louis Quinn ...  Joe Lorenzo
- Ron Soble ...  John Scalisi
- Steve Gravers ...  Albert Anselmi